# Peyrat-de-Bellac
Peyrat-de-Bellac, okzitanisch Pairac de Belac, ist eine Gemeinde in Frankreich. Sie gehört zur Region Nouvelle-Aquitaine, zum Département Haute-Vienne, zum Arrondissement Bellac und zum Kanton Bellac. Sie grenzt im Nordwesten an Saint-Bonnet-de-Bellac, im Norden an La Croix-sur-Gartempe, im Nordosten an Saint-Ouen-sur-Gartempe, im Osten an Blanzac, im Südosten an Bellac und im Südosten an Blond und Val d’Issoire mit Mézières-sur-Issoire. Die Gartempe bildet im Norden die Gemeindegrenze. Die Bewohner nennen sich Peyrachons.

## Geschichte
Während der Französischen Revolution hieß die Ortschaft „Peyrat-la-Montagne“.

### Bevölkerungsentwicklung
| Jahr      | 1962 | 1968 | 1975 | 1982 | 1990 | 1999 | 2008 | 2018 |
| --------- | ---- | ---- | ---- | ---- | ---- | ---- | ---- | ---- |
| Einwohner | 1113 | 1064 | 1032 | 1088 | 1137 | 1104 | 1128 | 1054 |

## Sehenswürdigkeiten
- Kirche Saint-Roch
- Brücke über den Gartempe, genannt Pont de Beissat, seit 1970 ein Monument historique

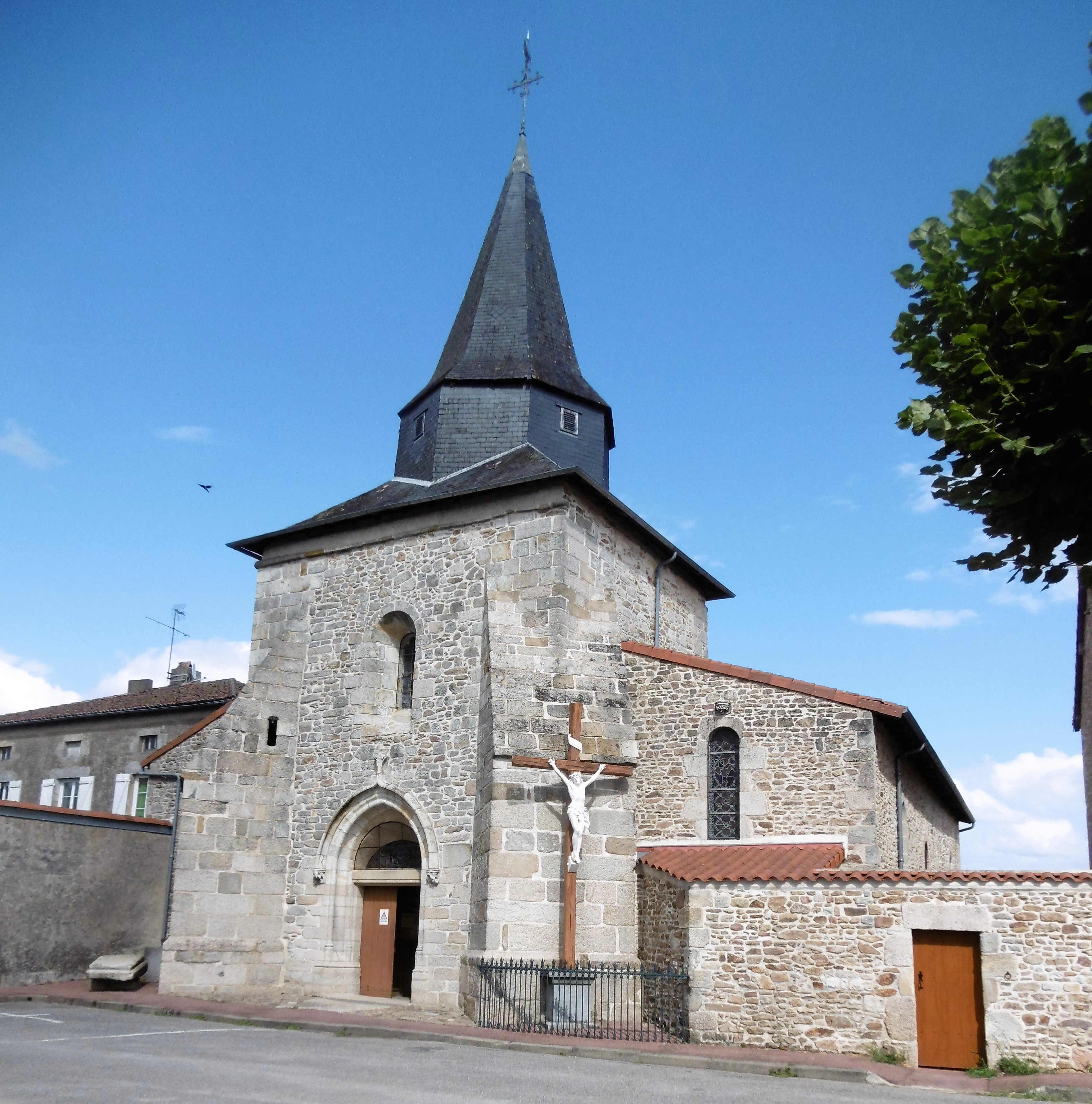
Kirche Saint-Roch